# Iris polystictica shahdarinica
Iris polystictica shahdarinica es una subespecie de mantis de la familia Tarachodidae.

## Distribución geográfica
Se encuentra en Tayikistán.